# Rezerwat przyrody Krasne
Rezerwat przyrody „Krasne” – leśny rezerwat przyrody położony na terenie gminy Supraśl w województwie podlaskim. Leży w granicach Parku Krajobrazowego Puszczy Knyszyńskiej.
- Powierzchnia według aktu powołującego: 85,22 ha (obecnie podawana wartość: 85,23 ha[1])
- Rok powstania: 1990
- Rodzaj rezerwatu: leśny
- Przedmiot ochrony: fragment Puszczy Knyszyńskiej obejmujący dobrze wykształcone zbiorowiska leśne, głównie z grupy borów i borów mieszanych[1].